# چیرو (کالابریا)
چیرو (به ایتالیایی: Cirò) یک کومونه در ایتالیا است که در استان کروتون واقع شده‌است. چیرو ۷۰ کیلومتر مربع مساحت و ۳٬۲۰۹ نفر جمعیت دارد و ۳۵۱ متر بالاتر از سطح دریا واقع شده‌است.